# Абонент
Абоне́нт (від фр. abonné — «передплатник») — споживач послуг на підставі договору:
- фізична або юридична особа, що уклала договір із оператором на надання послуг зв'язку, з виділенням йому унікального способу доступу до послуг зв'язку.
- споживач телекомунікаційних послуг, який отримує телекомунікаційні послуги на умовах договору з підприємством зв'язку, котрий передбачає підключення кінцевого обладнання, що перебуває в його власності або користуванні, до телекомунікаційної мережі[1].